# Flashback (jeu vidéo, 2013)
Pour les articles homonymes, voir Flashback (homonymie).
Flashback est un jeu vidéo d'action et de plates-formes développé par VectorCell et édité par Ubisoft, sorti en 2013 sur Windows, PlayStation 3 et Xbox 360.
Il s'agit du remake de Flashback sorti en 1992.

## Réalisation
Le jeu intègre Paul Cuisset, créateur du jeu originel. 

## Système de jeu
Le jeu reprend le système du jeu originel tout en apportant des évolutions censées l'améliorer. Ces accessoires et améliorations peinent toutefois à améliorer l'ergonomie, participant même à rendre parfois le jeu frustrant.
Le jeu originel est accessible depuis le menu du jeu.

## Accueil
- Jeuxvideo.com : 12/20[1]

Le jeu est c